# Eco-Power Stadium
El Eco-Power Stadium (anteriormente conocido como Keepmoat Stadium) es un estadio polivalente en Doncaster, Inglaterra, con una capacidad para 15.231 personas. Cuesta aproximadamente £ 20 millones para construir, como parte del complejo deportivo Lakeside más amplio en el que se encuentra, cuyo costo total es de aproximadamente £ 32 millones, y es utilizado por Doncaster Rovers, Doncaster Rugby League Club y Doncaster Rovers Belles Ladies Football Club.

## Instalaciones

### Soportes

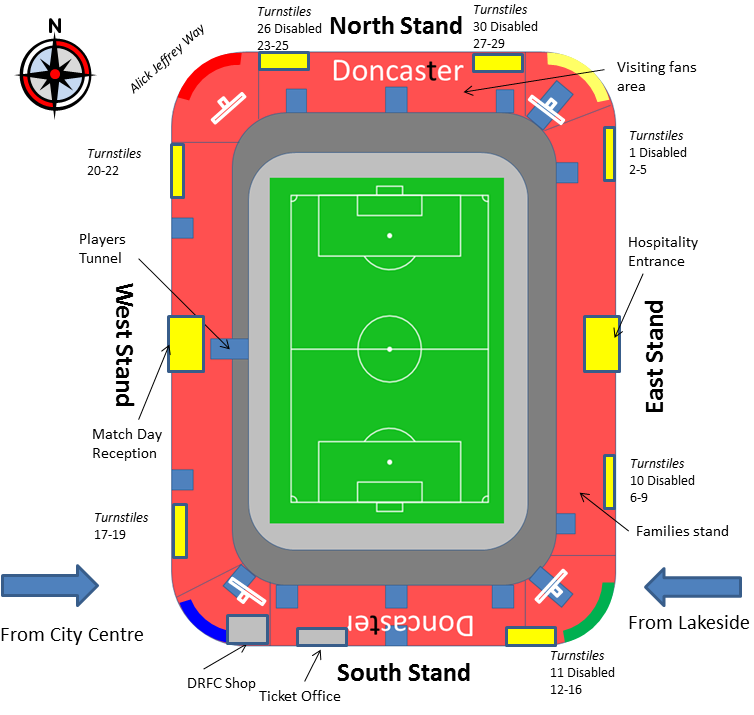
Disposición de la zona de asientos del estadio

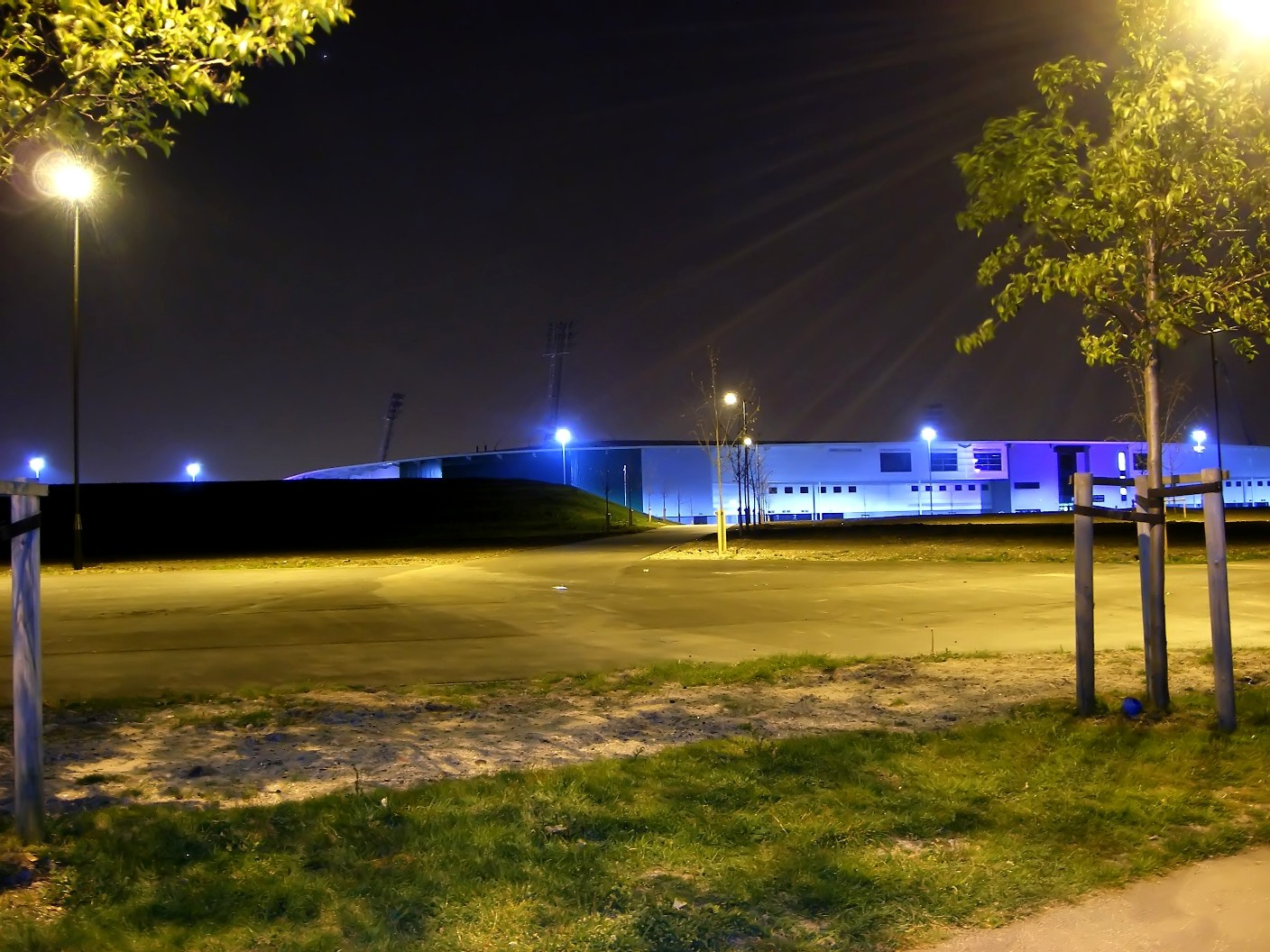
Estadio Keepmoat de noche

#### Tribuna este
La tribuna este está patrocinado por Donasonic. El área de la tribuna este hacia la esquina sureste es el área de familias patrocinada por First Bus Ltd. y se conoce como la tribuna de familias "First".

#### Tribuna oeste
Esta es la principal zona de recepción el día del partido con la tribuna patrocinada por Red Viking Rail, y se conoce como "James Coppinger West Stand", en honor al exjugador de Doncaster Rovers, James Coppinger.

#### Tribuna sur
La tribuna sur, conocida popularmente como Black Bank, está patrocinada por Polypipe. Para los partidos de Doncaster Rovers, esta es la tribuna que alberga el Black Bank (el grupo ultras de seguidores de Doncaster Rovers) y está decorada con banderas y pancartas los días de partido, ampliamente conocida por crear una atmósfera fantástica.

#### Tribuna norte
La tribuna norte está patrocinada por Pass Logistics. El área de la tribuna norte más cercana a la tribuna este es la ubicación habitual de los fanáticos visitantes. Dependiendo del número de visitantes, la disponibilidad de asientos en esta zona se ampliará hacia el oeste para satisfacer la demanda.

#### Capacidad
El estadio con asientos tiene capacidad para 15.231 espectadores, 5.000 más que el Belle Vue, con mayor espacio para las piernas y acceso para discapacitados. Entre las instalaciones del nuevo estadio se encuentra un nuevo bar para aficionados, creado para garantizar que los aficionados tengan un lugar donde puedan disfrutar de bebidas antes del partido.
El propio terreno de juego incorpora un sistema de fibras sintéticas entrelazadas con césped natural. Esto ayuda a mantener la integridad del campo y evita que la superficie de juego se deteriore a lo largo de la temporada. Sin embargo, el campo no dispone de ningún sistema de calefacción por suelo radiante, a pesar de ser una construcción moderna. Esto ha provocado el aplazamiento de un partido dentro del primer año de pleno funcionamiento.

#### Instalaciones del complejo deportivo y estadios contiguos
Junto al estadio principal hay un miniestadio que cuenta con una pista de atletismo de seis carriles y una tribuna con capacidad para 500 personas. El mini estadio es utilizado por Doncaster Rovers Belles, Doncaster Rovers Reserves, Doncaster Athletics Club, el equipo de la academia de Doncaster RLFC y el equipo de fútbol americano Doncaster Mustangs.

## Deportes

### Fútbol americano
El primer partido jugado por Doncaster Rovers en el nuevo estadio fue el 1 de enero de 2007 contra el Huddersfield Town, al que vencieron por 3-0. El partido también vio las tres primeras tarjetas rojas en el nuevo estadio. El delantero centro del Doncaster Rovers, Mark McCammon, fue el primer jugador en marcar en el nuevo campo.
La primera derrota de Doncaster en el estadio se produjo cinco días después a manos del Bolton Wanderers cuando derrotaron a los Rovers 4-0 en la tercera ronda de la Copa FA.
El 14 de enero de 2007, el primer partido del Doncaster Rovers Belles en el estadio principal resultó en una derrota por 5-2 ante el Leeds United, ante una multitud de 1.797 personas. Vicky Exley fue la primera Belle en anotar en el nuevo campo. La inauguración oficial del Keepmoat Stadium fue el 3 de agosto de 2007, con Doncaster Rovers jugando contra el Manchester United XI frente a una multitud de 13.080 personas. El United ganó el juego 2-0.
El 19 de junio de 2012, se confirmó que Doncaster Rovers había obtenido un arrendamiento operativo de 99 años del Ayuntamiento Metropolitano de Doncaster para liderar la gestión del estadio con miras a mejorar los resultados operativos en toda la asociación deportiva del estadio.
El estadio acogió la final de la Copa FA Femenina 2012-13.
La mayor asistencia jamás registrada en el estadio Keepmoat fue de 15.001 personas durante la visita del Leeds United. Los Rovers también lograron una asistencia de más de 14.800 personas en el estadio Keepmoat en los partidos contra Sheffield Wednesday y Newcastle United.
El 3 de marzo de 2010, fue sede del partido del Grupo 9 de clasificación para el Campeonato de Europa Sub-21 de la UEFA sub-21 de 2011 de Inglaterra contra la selección sub-21 de Grecia. Los anfitriones perdieron 2-1 con los goles de los visitantes de Kyriakos Papadopoulos en el minuto 28 y Yiannis Papadopoulos en el minuto 49, mientras que Nathan Delfouneso anotó para los anfitriones en el minuto 80.
Dado que la EFL exige que todos los partidos se jueguen en campos de césped, el estadio se utilizó para todos los partidos de Harrogate Town durante el primer mes de la temporada 2020-21, mientras que el club reemplazó su campo sintético en Wetherby Road.
El 30 de noviembre de 2021, la selección femenina de Inglaterra recibió en el estadio a la selección femenina de Letonia, derrotándola por un margen récord de 20-0.

### Liga de Rugby
El partido inaugural jugado por Doncaster en el nuevo estadio fue contra Sheffield Eagles, ante quienes perdieron 16-10 frente a 5.400 espectadores. Richard Newlove de los Sheffield Eagles (y ex Dons) fue el primer jugador en anotar un try en el nuevo estadio.
El domingo 27 de julio de 2008, el estadio acogió una semifinal de la Rugby League Challenge Cup entre Hull FC y Wakefield Trinity. Hull venció a Trinity 32-24 frente a una multitud de 14.716 personas.
El estadio acogió el partido inaugural del Gillette 4 Nations 2009 el viernes 23 de octubre entre las coanfitriones Inglaterra y Francia, atrayendo a una multitud de 11.529 personas.
El estadio acogió la semifinal de la Copa Challenge de la Rugby League entre Castleford y Leeds el domingo 7 de agosto de 2011, en la que Leeds ganó 10-8 frente a 13.158 aficionados; Otra semifinal de la Challenge Cup entre Hull FC y Wigan tuvo lugar en el estadio el 29 de julio de 2016, y Hull se quedó con la victoria por 16-12.
Los rivales locales de Dons, Sheffield Eagles, utilizaron el estadio como su hogar temporal durante la temporada de la liga de rugby de 2015.
En 2021, el estadio acogió tres partidos de la fase de grupos de la Copa Mundial de la Rugby League 2021.

## Música
También se han celebrado una variedad de conciertos en el estadio, incluidos dos en julio de 2007 con Ronan Keating, Bryan Adams y McFly. En julio de 2008 también hubo un espectáculo de Sir Elton John y su banda. El 30 de julio de 2011, la banda irlandesa de pop vocal Westlife realizó un concierto para Gravity Tour apoyando su álbum Gravity. En 2017, el cantante Louis Tomlinson, nacido en Doncaster, filmó parte del vídeo musical de su exitoso sencillo, Back to You, con Bebe Rexha, en el estadio. Los Killers debían tocar en el estadio en mayo de 2020, pero la fecha se pospuso hasta mayo de 2022 como resultado de la pandemia de COVID-19.

## Otros eventos
En septiembre de 2008, el estadio se utilizó para albergar la final de la BAFL (Liga Británica de Fútbol Americano), conocida como "Britbowl". A mediados de junio de 2009 abrió sus instalaciones para albergar eventos corporativos y funciones privadas, siendo el primero de ellos la recepción de boda de Wesley y Claire Vaughan, en junio de 2009. En noviembre de 2010, la superestrella de los dardos Dennis Priestley celebró una exhibición de dardos en el estadio. El 11 de mayo de 2013, tuvo lugar en el estadio un combate de boxeo por el título mundial de peso gallo de la FIB entre Jamie McDonnell y Julio Ceja, siendo McDonnell el ganador. El 27 de julio de 2013, se llevó a cabo en el estadio un evento de MMA organizado por UCFC, el evento principal fue entre Ian Freeman y Ricco Rodríguez. El 28 de abril de 2016 se anunció que el equipo Doncaster Knights de Rugby Union usaría el Keepmoat durante un máximo de seis juegos la temporada siguiente si conseguían el ascenso a la Premiership Rugby. Esto permitiría llevar a cabo trabajos en su estadio de Castle Park para llevarlo al menos a la capacidad mínima de 10.000 asientos requerida por la RFU y el Professional Game Board (PGB) para un lugar de primer nivel. Sin embargo, los Doncaster Knights no lograron el ascenso esa temporada.

## Los derechos del nombre
Cuando comenzó la construcción del estadio, se presentó una solicitud de permiso de construcción con el nombre de "Doncaster Community Stadium" y muchas personas especularon que ese sería el nombre oficial.
Sin embargo, antes de la inauguración del estadio, Keepmoat Homes, fue presentado como el primer patrocinador del estadio. Keepmoat Homes continuaría patrocinando el estadio durante los primeros 15 años, entre noviembre de 2006 y diciembre de 2021.
El 14 de diciembre de 2021, la empresa constructora Eco-Power, con sede en Doncaster, fue anunciada como la nueva titular de los derechos de denominación, con efecto a partir del 27 de diciembre de 2021, inicialmente hasta finales de 2025.

## Premios
En los Stadium Business Awards 2010, el estadio recibió el premio a la Mejor Experiencia de Día de Partido.